# Jean Peña
Jean Carlos Peña Ludeña (n. Nueva Loja, Ecuador; 5 de marzo de 1998) es un futbolista ecuatoriano. Juega de defensa y su equipo actual es Chacaritas de la Serie B de Ecuador.

## Trayectoria
Realizó las formativas en el Racing Junior y en Liga Deportiva Universitaria.
En 2015 se incorpora a la categoría sub-20 de El Nacional. Posteriormente tuvo un breve paso por Patria de la Segunda Categoría de Ecuador. Pero regresa a El Nacional a fines de ese mismo año al plantel sub-20 y luego las reservas.
Para la temporada 2017 es ascendido al plantel principal. Su debut al nivel internacional fue el 5 de febrero de 2020 ante Fénix de Uruguay en el partido de ida por la primera fase de la Copa Sudamericana, en la cual su equipo fue eliminado.Siguió en con los puros criollos hasta finales de la temporada 2020, año en qué su equipo terminó descendió a la Serie B, la segunda división del fútbol ecuatoriano. 
En 2021, fue contratado por el Deportivo Cuenca, también de la Serie A. Dejó el club a finales de la temporada, tras disputar 18 encuentros sin anotar goles.
En 2022, fue fichado por Macará. Debutó el 18 de febrero en una derrota de 4-0 frente a Emelec por la primera jornada de la Serie A 2022, y anotó su único gol con el equipo celeste el 25 de julio por la fecha 3 del torneo en una derrota 1-2 frente a Delfín. A pesar de que al final de la temporada el Macará descendió a la Serie B, continuó siendo parte del equipo para la siguiente temporada, logrando el ascenso a la Serie A al consagrarse campeón de la Serie B; sin embargo, fue desafectado del club por problemas disciplinarios.
El 24 de enero de 2024, fue confirmado como nuevo jugador de Chacaritas, equipo de la Serie B de Ecuador.

## Selección nacional

### Categorías inferiores
En 2015 fue convocado a la selección sub-17 para disputar el sudamericano de la categoría, en el cual el combinado tricolor obtuvo un cupo para participar en la Copa Mundial.
También formó parte de procesos de la selección sub-20 y del combinado absoluto.

#### Participaciones en Sudamericanos
| Campeonato                  | Sede     | Resultado    | Partidos | Goles |
| --------------------------- | -------- | ------------ | -------- | ----- |
| Sudamericano Sub-17 de 2015 | Paraguay | Tercer lugar | 5        | 0     |

#### Participaciones en Copas del Mundo
| Campeonato                  | Sede  | Resultado        | Partidos | Goles |
| --------------------------- | ----- | ---------------- | -------- | ----- |
| Copa Mundial Sub-17 de 2015 | Chile | Cuartos de final | 5        | 0     |

## Estadísticas

### Clubes
Actualizado al último partido disputado el 17 de abril de 2024.
| Club                       | Div.          | Temporada     | Liga  | Liga  | Copas nacionales | Copas nacionales | Copas internacionales | Copas internacionales | Otros | Otros | Total | Total |
| Club                       | Div.          | Temporada     | Part. | Goles | Part.            | Goles            | Part.                 | Goles                 | Part. | Goles | Part. | Goles |
| -------------------------- | ------------- | ------------- | ----- | ----- | ---------------- | ---------------- | --------------------- | --------------------- | ----- | ----- | ----- | ----- |
| C. S. Patria · Ecuador     | 3.ª           | 2016          | 3     | 0     | —                | —                | —                     | —                     | —     | —     | 3     | 0     |
| C. S. Patria · Ecuador     | Total club    | Total club    | 3     | 0     | 0                | 0                | 0                     | 0                     | 0     | 0     | 3     | 0     |
| El Nacional · Ecuador      | 1.ª           | 2017          | 1     | 0     | —                | —                | —                     | —                     | —     | —     | 1     | 0     |
| El Nacional · Ecuador      | 1.ª           | 2018          | 2     | 0     | —                | —                | —                     | —                     | —     | —     | 2     | 0     |
| El Nacional · Ecuador      | 1.ª           | 2019          | 24    | 0     | 5                | 0                | —                     | —                     | —     | —     | 29    | 0     |
| El Nacional · Ecuador      | 1.ª           | 2020          | 25    | 0     | —                | —                | 2                     | 0                     | —     | —     | 27    | 0     |
| El Nacional · Ecuador      | Total club    | Total club    | 52    | 0     | 5                | 0                | 2                     | 0                     | 0     | 0     | 59    | 0     |
| Deportivo Cuenca · Ecuador | 1.ª           | 2021          | 18    | 0     | —                | —                | —                     | —                     | —     | —     | 18    | 0     |
| Deportivo Cuenca · Ecuador | Total club    | Total club    | 18    | 0     | 0                | 0                | 0                     | 0                     | 0     | 0     | 18    | 0     |
| Macará · Ecuador           | 1.ª           | 2022          | 22    | 1     | 1                | 0                | —                     | —                     | —     | —     | 23    | 1     |
| Macará · Ecuador           | 2.ª           | 2023          | 29    | 0     | —                | —                | —                     | —                     | —     | —     | 29    | 0     |
| Macará · Ecuador           | Total club    | Total club    | 51    | 1     | 1                | 0                | 0                     | 0                     | 0     | 0     | 52    | 1     |
| Chacaritas · Ecuador       | 2.ª           | 2024          | 6     | 0     | 0                | 0                | —                     | —                     | —     | —     | 6     | 0     |
| Chacaritas · Ecuador       | Total club    | Total club    | 6     | 0     | 0                | 0                | 0                     | 0                     | 0     | 0     | 6     | 0     |
| Total carrera              | Total carrera | Total carrera | 130   | 1     | 6                | 0                | 2                     | 0                     | 0     | 0     | 138   | 1     |
| 1. 2.                      |               |               |       |       |                  |                  |                       |                       |       |       |       |       |

### Participaciones internacionales
| Torneo                 | Club        | Resultado    |
| ---------------------- | ----------- | ------------ |
| Copa Sudamericana 2020 | El Nacional | Primera fase |

## Palmarés

### Campeonatos nacionales
| Título             | Club   | País    | Año  |
| ------------------ | ------ | ------- | ---- |
| Serie B de Ecuador | Macará | Ecuador | 2023 |